# Alessandra Makkeda
Alessandra Ramos Makkeda (Brasília, 8 de outubro de 1981 – 15 de maio de 2022) foi uma mulher negra trans, defensora brasileira dos direitos humanos e uma proeminente ativista em questões LGBTI.

## Biografia
Alessandra nasceu em 1981, em Brasília, e morava no Rio de Janeiro. Era uma mulher trans, socialista e ativista LGBTI. Ela iniciou a transição quando tinha 21 anos de idade. Formou-se em Estudos Culturais pelo Instituto Federal do Rio de Janeiro (IFRJ). Era tradutora e intérprete certificada em diversos idiomas, inclusive inglês, francês e língua brasileira de sinais (LIBRAS). Ao longo da carreira, foi assessora parlamentar do deputado federal Jean Wyllys e da deputada estadual Dani Monteiro. Era Analista de Programas do Fundo ELAS, e pesquisadora colaboradora do Departamento de Direitos Humanos e Saúde (Dihs/ENSP). Fez parte do Comitê Assessor da Pesquisa TransUERJ.

### Ativismo
Desde meados dos anos 2000, integrava o Grupo Arco-Íris e na organização da Parada do Orgulho LGBTI+. Alessandra também era integrante do Transrevolução, grupo carioca que combate a discriminação e promove discussões sobre questões lésbicas, gays e transgêneros. Ajudou na criação do Instituto Transformar Shelida Ayana, do qual era diretora. Como uma das coordenadoras do Fórum Nacional de Pessoas Trans Afro-Brasileiras, ela ajudou a organizar o primeiro Fórum Nacional de Trans Negras em Porto Alegre, em 2015. Era parceira do Instituto Nacional de Infectologia Evandro Chagas e coordenadora da área de educação comunitária voltada para a população trans do projeto ImPrEP Brasil.

Também foi coordenadora de Políticas Trans da Aliança Nacional LGBTI, co-coordenadora do Curso Transformação e membro da Coalizão Negra Brasileira pelos Direitos. Dentre as instituições internacionais, era integrante da Rede Afro-LGBTI Latino-Americana e Caribenha, da International AIDS Association e do All Out Advisory Board.
Alessandra tornou-se uma referência em seus mais de 20 anos como ativista em prol dos direitos humanos nas mais variadas frentes. [...] contribuía ativamente com diversas iniciativas dos movimentos LGBTQIA+, da luta pela igualdade racial e da inclusão da comunidade surda. Seu intenso trabalho como ativista dos direitos humanos ganhou respeito e projeção, dentro e fora do país, com a participação em comitês nacionais e internacionais.

--- Valdiléa Veloso, Diretora do Instituto Nacional de Infectologia Evandro Chagas (INI/Fiocruz)

### Falecimento
Alessandra faleceu em 15 de maio de 2022, após um mal súbito, quando estava ao lado de sua mãe e de seu padrasto. Foi sepultada no Cemitério de Ricardo de Albuquerque, localizado na Zona Norte do Rio de Janeiro.
Travesti e militante, Makeda (sic) deixa um importante legado na luta pelo desencarceramento, pelos direitos trans, contra o racismo e a LGBTfobia.

## Homenagens e honrarias
Seu falecimento foi amplamente noticiado, familiares, amigos e vários parlamentares prestaram homenagem nas redes sociais, tais como Dani Monteiro, Tainá de Paula, Renata Souza e Tarcisio Motta.
- 2022 - Assembleia Legislativa do Estado do Rio de Janeiro (Alerj) fez um balanço das políticas públicas estaduais voltadas à população LGBTI+[19][21]
- 2022 - Medalha Tiradentes e o respectivo diploma post mortem[21]
- 2022 -  38a Sessão Ordinária da Câmara Municipal de Aracaju nomeada em sua homenagem[28]

## Participação em eventos
- 2016 - Da Alegria, do Mar e de Outras Consciências[29]
- 2016 - Debate Ser Transgênero – Uma Ontologia[30]
- 2016 - RODA DE SABERES 1: INTELECTUAIS NEGRAS E RACIALIZAÇÃO DO CUIDADO[31]
- 2016 - Lançamento do livro "O Nascimento de Joicy - Transexualidade, Jornalismo e os Limites Entre Repórter e Personagem"[32]
- 2017 - Debate sobre a vivência e as dificuldades das travestis e transexuais no Brasil, do Projeto Diversidade Sexual, Saúde e Direito entre Jovens[33]
- 2017 - 14º SEMINÁRIO LGBT - TRANSIÇÃO CIDADÃ: NOSSAS VIDAS IMPORTAM, da Comissão de Direitos Humanos e Minorias[34][35]
- 2017 - Terceira roda de conversa LGBT “Todos Existimos: Cidadania Não Tem Gênero”, da Secretaria Municipal de Assistência Social (SEMAS) de Mesquita[36]
- 2019 - Diálogos Digitais Dia da Visibilidade Trans, do Conselho Federal de Psicologia[37]
- 2019 - FALAR DA MORTE PARA GERAR VIDA, da Associação Nacional de Travestis e Transexuais[38]